# Christian Heinrich Heineken
Christian Heinrich Heineken (6. februar 1721 – 27. juni 1725) var et tysk vidunderbarn fra Lübeck, der som toårig angiveligt kunne læse Bibelen og kunne de store passager udenad. Som treårig kunne han tale fransk og latin. Han havde en godt kendskab til geografi, historie og matematik. Han skulle desuden, som toårig, have skrevet et værk om dansk historie. Han døde som fireårig på grund af sit dårlige helbred.